# Liste der Biografien/Kirs
Liste der Biografien |
Portal Biografien |
Personensuche
# |
A |
B |
C |
D |
E |
F |
G |
H |
I |
J |
K |
L |
M |
N |
O |
P |
Q |
R |
S |
T |
U |
V |
W |
X |
Y |
Z |
?
 
Ka |
Kb |
Kc |
Kd |
Ke |
Kf |
Kg |
Kh |
Ki |
Kj |
Kl |
Km |
Kn |
Ko |
Kp |
Kr |
Ks |
Kt |
Ku |
Kv |
Kw |
Ky |
Kx |
Kz
 
Kia |
Kib |
Kic |
Kid |
Kie |
Kif |
Kig |
Kih |
Kii |
Kij |
Kik |
Kil |
Kim |
Kin |
Kio |
Kip |
Kir |
Kis |
Kit |
Kiu |
Kiv |
Kiw |
Kix |
Kiy |
Kiz
 
Kira |
Kirb |
Kirc |
Kird |
Kire |
Kirf |
Kirg |
Kirh |
Kiri |
Kirj |
Kirk |
Kirl |
Kirm |
Kirn |
Kiro |
Kirp |
Kirr |
Kirs |
Kirt |
Kiru |
Kirv |
Kirw |
Kiry |
Kirz
Die Liste der Biografien führt alle Personen auf, die in der deutschsprachigen Wikipedia einen Artikel haben. Dieses ist eine Teilliste mit 292 Einträgen von Personen, deren Namen mit den Buchstaben „Kirs“ beginnt.

## Kirs
- Kirs, Urmas (* 1966), estnischer Fußballspieler

### Kirsa
- Kirsamer, Philipp (* 1971), deutscher Kameramann
- Kırşan, Alp (* 1979), türkischer Schauspieler und Moderator
- Kırşan, Leya (* 2008), türkische Kinderdarstellerin
- Kirsanow, Alexander Wladimirowitsch (1903–1985), sowjetischer Historiker, Politökonom, Chefredakteur der Berliner Zeitung und der Täglichen Rundschau
- Kirsanow, Nikolai Michailowitsch (1920–1999), sowjetisch-russischer Brückenbau-Ingenieur und Hochschullehrer
- Kirsanow, Serhij (* 1963), sowjetischer Kanute
- Kirsanow, Wassili Wassiljewitsch (* 1985), russischer Biathlet
- Kirsanowa, Klawdija Iwanowna (1887–1947), sowjetische Revolutionärin
- Kirsanowa, Raissa Marduchowna (1945–2024), sowjetische bzw. russische Kunsthistorikerin und Hochschullehrerin

### Kirsc
- Kirsch, Adam (* 1976), US-amerikanischer Literaturkritiker und Schriftsteller
- Kirsch, Albin (1852–1928), deutscher Fabrikant und Politiker
- Kirsch, Alex (* 1992), luxemburgischer Radrennfahrer
- Kirsch, Angelina (* 1988), deutsches Curvy-ModelAngelina Kirsch (* 1988)

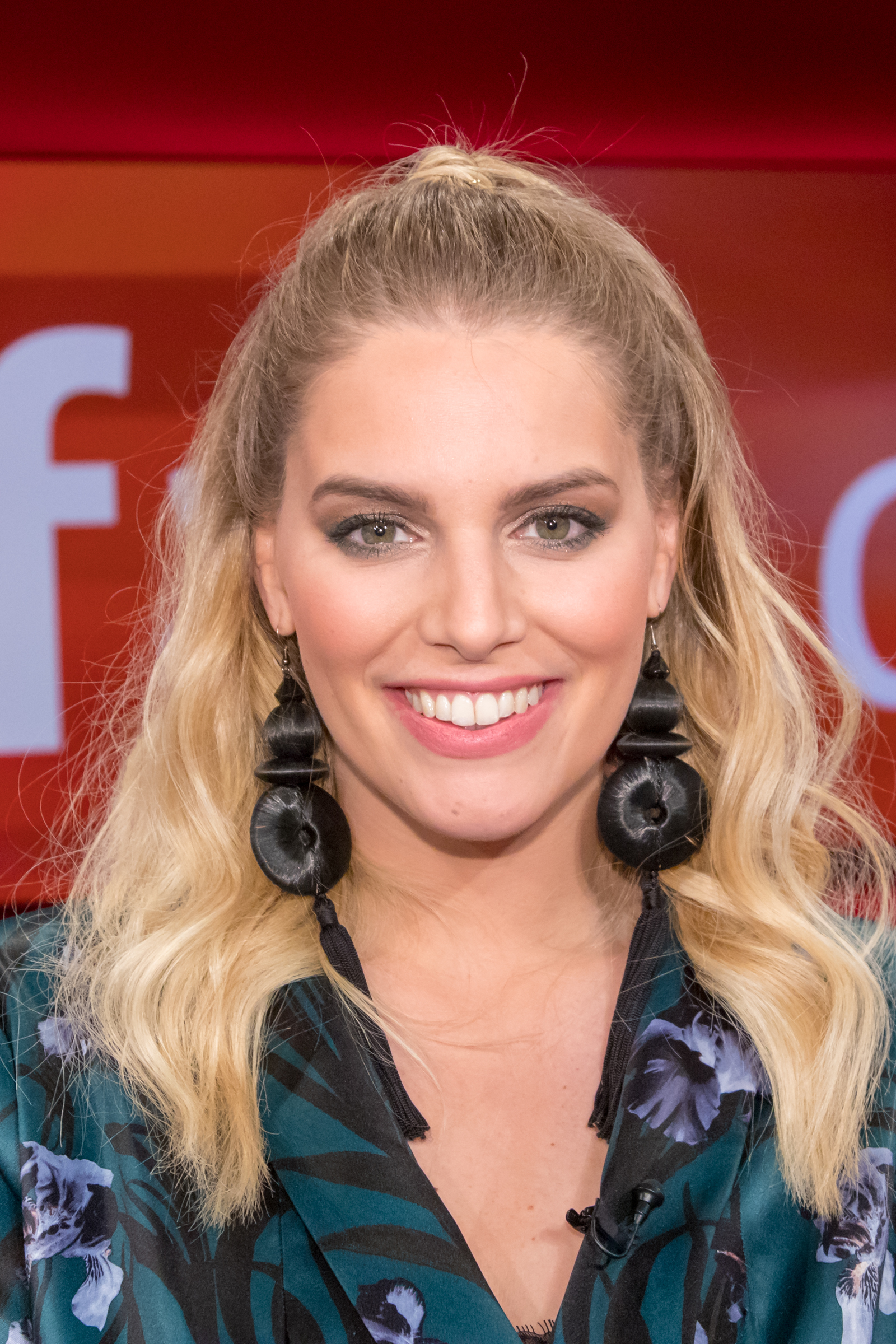
Angelina Kirsch (* 1988)

- Kirsch, Arnold (1922–2013), deutscher Hochschullehrer für Mathematikdidaktik an der Universität Kassel
- Kirsch, August (1925–1993), deutscher Leichtathlet, Sportwissenschaftler und Sportfunktionär
- Kirsch, August Friedrich (1882–1949), deutscher Dekorations- und Landschaftsmaler
- Kirsch, August Theodor junior (1902–1959), österreichischer Zeitungsherausgeber
- Kirsch, August Theodor senior (1862–1931), österreichischer Zeitungsherausgeber
- Kirsch, Benedikt (* 1996), deutscher Fußballspieler
- Kirsch, Bernhard (1853–1931), deutscher Bauingenieur und Hochschullehrer
- Kirsch, Botho (1927–2018), deutscher Zeitungsjournalist, Hörfunkjournalist und Autor
- Kirsch, Carolin (* 1967), deutsche Politikerin (SPD), MdL NRW
- Kirsch, Christopher (* 1968), deutscher Polospieler
- Kirsch, Dirk-Michael (* 1965), deutscher Komponist und Musiker
- Kirsch, Eberhard (* 1947), deutscher Prähistoriker
- Kirsch, Ernst Otto Johannes (1831–1887), königlich preußischer Generalmajor und zuletzt Inspekteur des 3. Fuß-Artillerieinspektion
- Kirsch, Fabian (* 1977), deutscher Verwaltungsjurist, Staatssekretär
- Kirsch, Fred, deutsch-US-amerikanischer Box- und Konzertveranstalter
- Kirsch, Fritz (1903–1940), deutscher Politiker (KPD) und Widerstandskämpfer gegen das NS-Regime
- Kirsch, Georg Wilhelm von (1752–1829), Hebraist, königlich-preußischer Hofrat und Rektor des Hofer Gymnasiums (1779–1795)
- Kirsch, Gerhard (1890–1956), österreichischer Geophysiker und Kernphysiker
- Kirsch, Guy (* 1938), luxemburgischer Volkswirt
- Kirsch, Hans Vollrath (1886–1953), deutscher Dichter
- Kirsch, Hans-Jürgen (* 1960), deutscher Wirtschaftswissenschaftler, Professor für Betriebswirtschaftslehre
- Kirsch, Helene (1906–1999), deutsche Politikerin (KPD), MdR
- Kirsch, Horst (1933–2023), deutscher Fußballspieler (DDR)
- Kirsch, Horst (1939–2018), deutscher Fußballspieler
- Kirsch, Hugo Franz (1873–1961), österreichischer Kleinbildhauer und Keramiker der Wiener Werkstätte
- Kirsch, J. Christian B. (* 1943), deutscher Initiator, Gründer und Generalsekretär des International Delphic Council
- Kirsch, Jan-Holger (* 1972), deutscher Historiker
- Kirsch, Jens J. (1939–2025), deutscher Chirurg, Kulturpolitiker und Kunstsammler
- Kirsch, Johann Peter (1861–1941), luxemburgischer Kirchenhistoriker und Christlicher Archäologe
- Kirsch, Johann Viktor (1891–1946), deutscher Lagerführer von Außenlagern des KZ DachauJohann Viktor Kirsch (1891–1946)
- Kirsch, Johanna (* 1856), deutsche Malerin

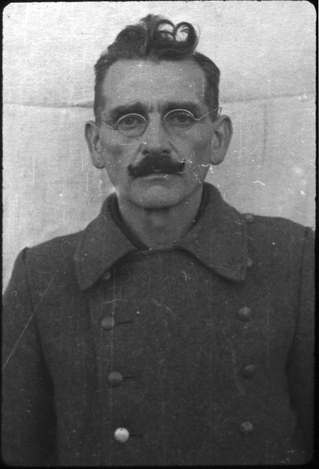
Johann Viktor Kirsch (1891–1946)

- Kirsch, Johannes (1891–1951), deutscher Politiker (KPD)
- Kirsch, Johannes (1930–2015), deutscher Bildhauer, Holzschnitzer und Medailleur
- Kirsch, Jonathan (* 1949), US-amerikanischer Jurist und Schriftsteller
- Kirsch, Josephine (* 1990), deutsche Autorin
- Kirsch, Karl (1938–2022), deutscher Gravitationsphysiologe und Hochschullehrer
- Kirsch, Kathrin (* 1975), deutsche Musikwissenschaftlerin
- Kirsch, Kira (* 1972), deutsche Bewegungskünstlerin und Dramaturgin
- Kirsch, Ludwig (1891–1950), deutscher Geistlicher und Politiker (CDU), MdV
- Kirsch, Martin (* 1965), deutscher Historiker
- Kirsch, Marvin (* 2000), deutscher Sport-Kommentator und -Moderator
- Kirsch, Max (1893–1963), deutscher Abenteurer
- Kirsch, Nicola (* 1975), deutsche SchauspielerinNicola Kirsch (* 1975)

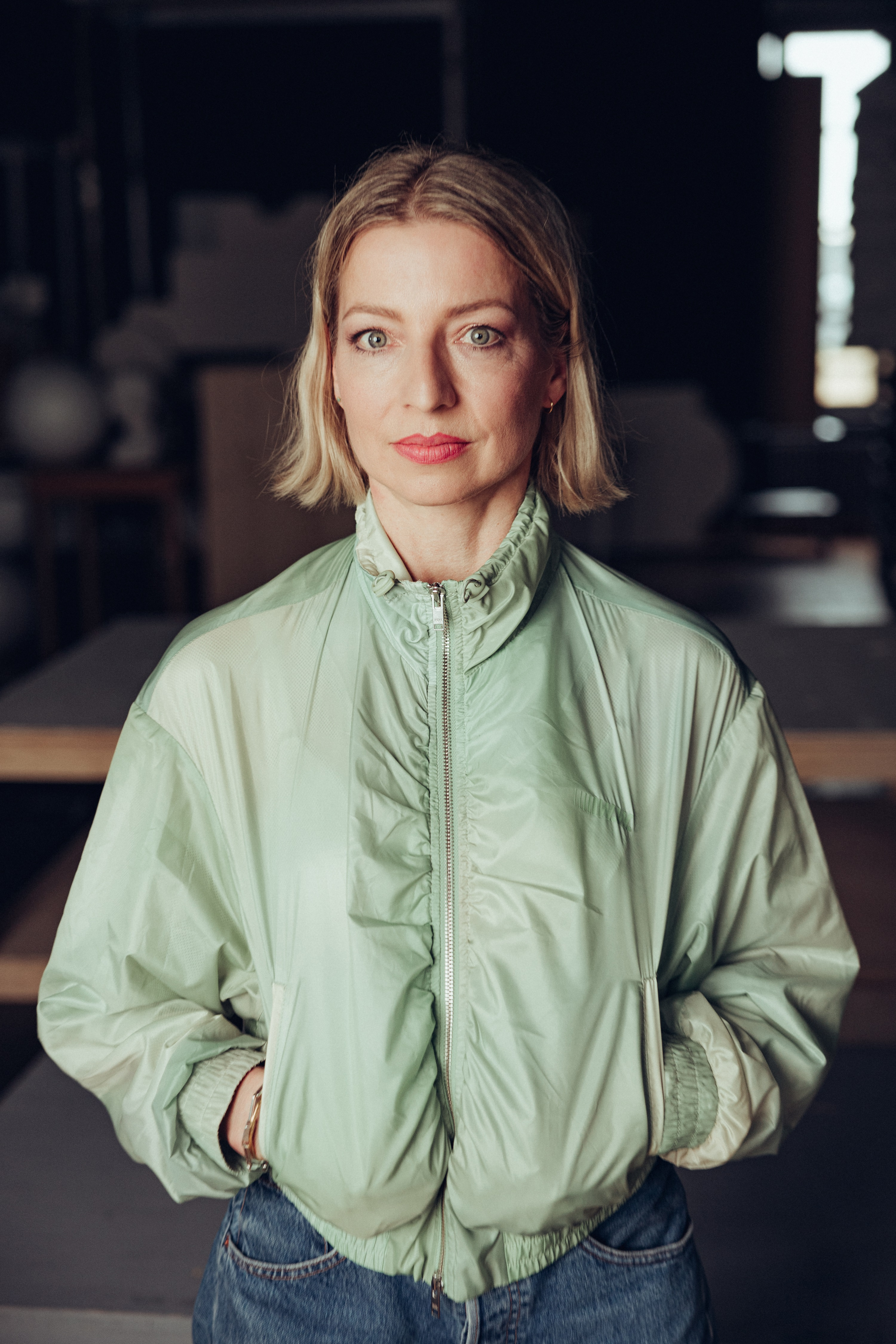
Nicola Kirsch (* 1975)

- Kirsch, Olga (1924–1997), südafrikanische Dichterin
- Kirsch, Otto (1862–1932), österreichischer Theaterschauspieler
- Kirsch, Patrick (* 1981), deutscher Fußballspieler
- Kirsch, Philippe (* 1947), belgisch-kanadischer Jurist und Diplomat
- Kirsch, R. J. (* 1959), deutscher Maler und Konzeptkünstler
- Kirsch, Rainer (1934–2015), deutscher Schriftsteller und Lyriker
- Kirsch, Richard (1915–1971), deutscher Chirurg; Hochschullehrer in Ost-Berlin und Dresden
- Kirsch, Roland (1943–2021), deutscher Fußballspieler
- Kirsch, Roland (1960–1989), rumäniendeutscher Schriftsteller
- Kirsch, Rolf (* 1944), deutscher Fußballspieler und -trainer
- Kirsch, Roman (* 1988), deutscher Unternehmer
- Kirsch, Romy (* 1994), französische Sängerin
- Kirsch, Sarah (1935–2013), deutsche SchriftstellerinSarah Kirsch (1935–2013)

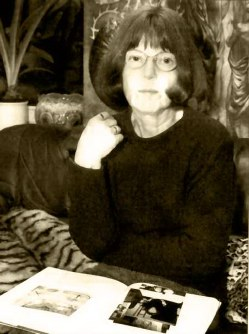
Sarah Kirsch (1935–2013)

- Kirsch, Simon (* 1985), deutscher Schauspieler
- Kirsch, Stan (1968–2020), US-amerikanischer Schauspieler
- Kirsch, Steve (* 1956), amerikanischer Elektroingenieur, Informatiker und Unternehmer
- Kirsch, Theodor (1818–1889), deutscher Entomologe
- Kirsch, Theodor (1847–1911), deutscher Jurist und Politiker (Zentrum), MdR
- Kirsch, Theodor (1912–1997), deutscher Mund-, Kiefer- und Gesichtschirurg sowie Hochschullehrer
- Kirsch, Toni (* 1957), deutscher Radsportfunktionär
- Kirsch, Uli (* 1978), deutscher Schauspieler, Tänzer, Choreograph
- Kirsch, Ulrich (* 1951), deutscher Offizier und Bundesvorsitzender des Deutschen BundeswehrverbandesUlrich Kirsch (* 1951)

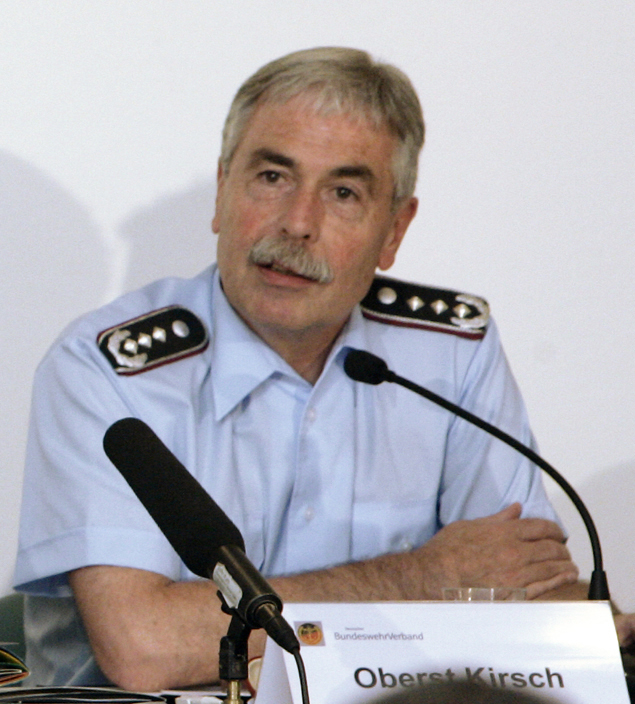
Ulrich Kirsch (* 1951)

- Kirsch, Werner (1901–1975), deutscher Agrarwissenschaftler und Tierzüchter
- Kirsch, Werner (* 1937), deutscher Wirtschaftswissenschaftler und Professor für Betriebswirtschaftslehre
- Kirsch, Werner (1938–2017), deutscher Boxtrainer
- Kirsch, Werner (* 1956), deutscher Mathematiker, Professor für Mathematik an der Ruhr-Universität Bochum
- Kirsch, Wolfgang (1913–1996), deutscher Politiker (FDP)
- Kirsch, Wolfgang (1938–2010), deutscher Altphilologe
- Kirsch, Wolfgang (* 1950), deutscher Politiker (CDU)
- Kirsch, Wolfgang (* 1955), deutscher Manager
- Kirsch-Puricelli, Nikolaus (1866–1936), deutscher Industrieller
- Kirschbauer, Florian (* 1988), deutscher Eishockeyspieler
- Kirschbaum, Anna (* 1993), deutsche Fußballspielerin
- Kirschbaum, Carl Ludwig (1812–1880), deutscher Entomologe, Professor der Biologie und Museumsdirektor
- Kirschbaum, Charlotte von (1899–1975), deutsche Theologin
- Kirschbaum, Christa (* 1961), deutsche Kirchenmusikerin
- Kirschbaum, Christoph (* 1958), deutscher Gitarrist und Komponist
- Kirschbaum, Emil (1900–1970), deutscher Verfahrenstechniker
- Kirschbaum, Engelbert (1902–1970), christlicher Archäologe
- Kirschbaum, Erich (1879–1941), deutscher Jurist und Landrat
- Kirschbaum, Erik (* 1960), US-amerikanischer Journalist und Auslandskorrespondent
- Kirschbaum, Eugen (1864–1915), deutscher Kommunalpolitiker
- Kirschbaum, Gerhard (* 1922), deutscher Politiker (SED)
- Kirschbaum, Heinrich (* 1974), deutscher Slawist, Essayist und Übersetzer
- Kirschbaum, Johann Jakob Joseph (1721–1804), Jurist, ordentlicher Professor an der Universität Heidelberg
- Kirschbaum, Johann Michael (1725–1782), deutscher Webermeister und Autor
- Kirschbaum, Joseph von (1758–1848), Jurist, Hofmeister, Erzieher des Königs Ludwig I. von Bayern
- Kirschbaum, Martin (1888–1958), deutscher Kriminalbeamter
- Kirschbaum, Max (1882–1932), deutscher Politiker, letzter Oberbürgermeister von Elberfeld
- Kirschbaum, Simone (* 1974), deutsche Politikerin (SPD)
- Kirschbaum, Stanislav J. (* 1942), kanadischer Osteuropahistoriker, Politikwissenschaftler und Hochschullehrer
- Kirschbaum, Thorsten (* 1987), deutscher FußballtorwartThorsten Kirschbaum (* 1987)

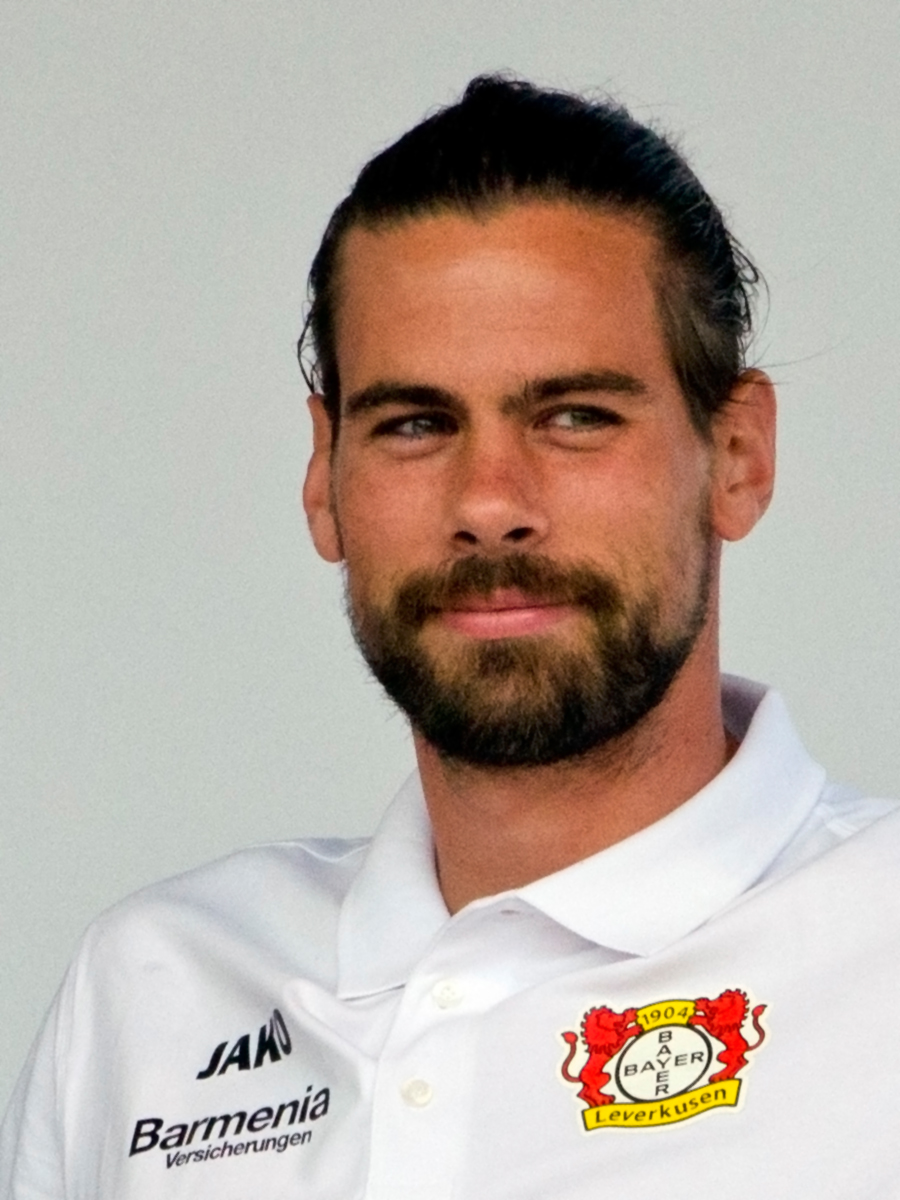
Thorsten Kirschbaum (* 1987)

- Kirschbaum, Walter Rudolf (1894–1982), deutsch-amerikanischer Neurologe und Psychiater
- Kirschbaum, Werner (* 1956), deutscher Pianist, Komponist und Dirigent
- Kirschbaum, William (1902–1953), US-amerikanischer Schwimmer
- Kirschberger, Leon (* 2000), deutscher Handballspieler
- Kirsche, Brigitte (1923–2017), deutsche Filmeditorin
- Kirsche, Walter (1920–2008), deutscher Anatom, Hochschullehrer, Naturforscher und Umweltschützer
- Kirschen, Kim (* 1996), deutsche Florettfechterin
- Kirschen, Leonard (1908–1983), britisch-rumänischer Journalist
- Kirschen, Siegfried (1943–2024), deutscher Fußballschiedsrichter und -funktionär
- Kirschenbaum, Faina (* 1955), israelische Politikerin
- Kirschey, Astrid (* 1964), deutsche Fotografin
- Kirschey, Helmut (1913–2003), deutscher Anarchist und Widerstandskämpfer
- Kirschey, Tom (* 1976), deutscher Biologe, Herpetologe und Naturschützer
- Kirschey, Wilhelm (1906–2006), deutscher KPD-Funktionär, Widerstandskämpfer gegen den Nationalsozialismus, DDR-Botschafter
- Kirschey-Feix, Ingrid (* 1950), deutsche Autorin, Journalistin, Lektorin und Publizistin
- Kirschinow, Mucharbi Nurbijewitsch (* 1949), sowjetischer Gewichtheber
- Kirschke, Florian (* 1992), deutscher Fußballtorwart
- Kirschke, Helene (1892–1945), deutsche Malerin, Grafikerin und Buchillustratorin
- Kirschke, Holger (1947–2019), deutscher Schwimmer
- Kirschl, Wilfried (1930–2010), österreichischer Maler und Publizist
- Kirschmann, August (1896–1967), deutscher Politiker (SPD), MdL
- Kirschmann, Emil (1888–1949), deutscher Politiker (SPD), MdR
- Kirschmann, Käthe (1915–2002), deutsches SPD-Mitglied
- Kirschmer, Otto (1898–1967), deutscher Physiker
- Kirschneck, Irmgard (* 1956), deutsche Richterin am Bundespatentgericht
- Kirschnek, Christof (1912–1971), deutscher Politiker (KPTsch, SED) und Rundfunkfunktionär
- Kirschner, Bernd (* 1980), deutscher Künstler
- Kirschner, Bruno (1884–1964), deutscher Sachbuchautor, Judaist und Herausgeber
- Kirschner, Christoph (1926–2007), deutscher Mediziner
- Kirschner, Cornelius (1858–1931), österreichischer Schauspieler
- Kirschner, Dominik (* 1991), österreichischer Fußballspieler
- Kirschner, Eduard (* 1953), deutscher Fußballspieler
- Kirschner, Emanuel (1857–1938), deutscher Chasan und Komponist
- Kirschner, Ferdinand (1821–1896), österreichischer Architekt
- Kirschner, Franz (1851–1929), österreichischer Politiker
- Kirschner, Franz Xaver (* 1953), deutscher Politiker (FDP), MdL
- Kirschner, Harald (* 1944), deutscher Fotograf
- Kirschner, Harm Dieder (* 1962), deutscher Orgelbauer
- Kirschner, Hartwig (1922–1995), deutscher Chirurg
- Kirschner, Heinrich (1938–1997), deutscher Richter am Europäischen Gericht erster Instanz
- Kirschner, Herbert (1925–2010), deutscher Kanute und Olympiateilnehmer 1956
- Kirschner, Horst (1932–2022), deutscher Mediziner, Direktor im Medizinischen Zentrum für Zahn-, Mund- und Kieferheilkunde der Justus-Liebig-Universität Gießen
- Kirschner, Jana (* 1978), slowakische Sängerin
- Kirschner, Josef (1931–2016), österreichischer Journalist und Buchautor
- Kirschner, Klaus (* 1933), deutscher Regisseur Drehbuchautor und Dokumentarfilmer
- Kirschner, Klaus (* 1941), deutscher Politiker (SPD), MdB
- Kirschner, Ludwig (1904–1945), deutscher Offizier, zuletzt Generalmajor im Zweiten Weltkrieg
- Kirschner, Manfred (* 1967), deutscher Künstler und Kurator
- Kirschner, Marc (* 1945), US-amerikanischer Evolutionsbiologe
- Kirschner, Marie (1852–1931), deutsch-tschechische Malerin und Glasgestalterin
- Kirschner, Martin (1842–1912), deutscher Politiker, Oberbürgermeister von Berlin
- Kirschner, Martin (1879–1942), deutscher Chirurg und HochschullehrerMartin Kirschner (1879–1942)

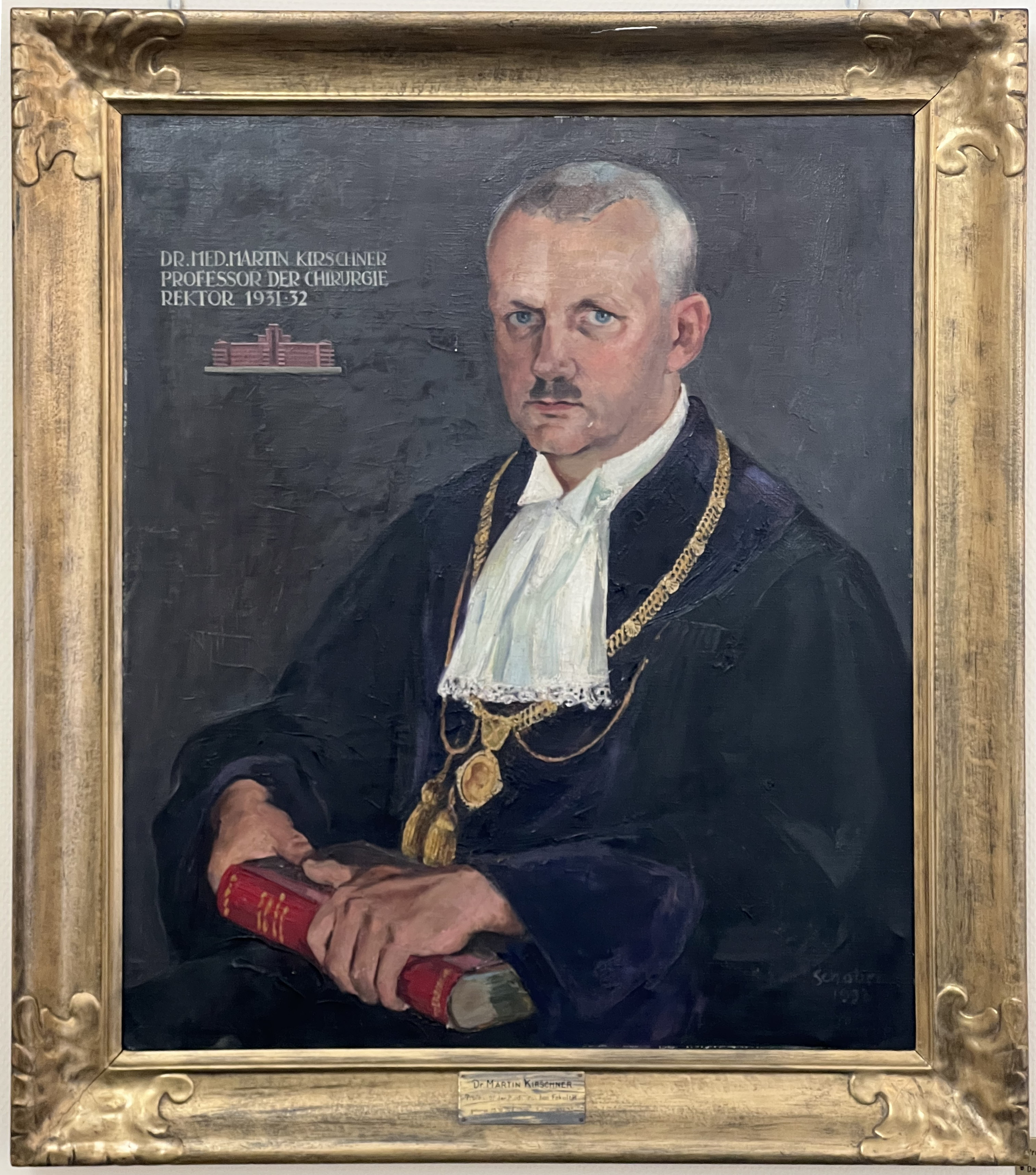
Martin Kirschner (1879–1942)

- Kirschner, Martin (* 1974), deutscher römisch-katholischer Theologe
- Kirschner, Mathilde (1875–1951), deutsche Sozialarbeiterin, Stadträtin in Berlin-Tiergarten
- Kirschner, Max (1906–1992), deutscher Mundartdichter und Heimatforscher
- Kirschner, Maximilian (1861–1913), deutscher Theaterschauspieler
- Kirschner, Miloš (1927–1996), tschechischer Puppenspieler, Schauspieler und Sänger
- Kirschner, Sabrina J. (* 1984), deutsche Schriftstellerin
- Kirschner, Senta Dorothea (* 1979), deutsche Theater- und Filmschauspielerin
- Kirschner, Sina-Aline (* 1993), deutsche Fußballspielerin
- Kirschner, Stefan (* 1964), deutscher Wissenschaftshistoriker
- Kirschner, Werner (1938–2019), deutscher Politiker (SPD), MdL
- Kirschner, Wilhelm (1911–1994), rumänischer Handballspieler
- Kirschner, Wulf (* 1947), deutscher Maler und Bildhauer
- Kirschnereit, Matthias (* 1962), deutscher PianistMatthias Kirschnereit (* 1962)

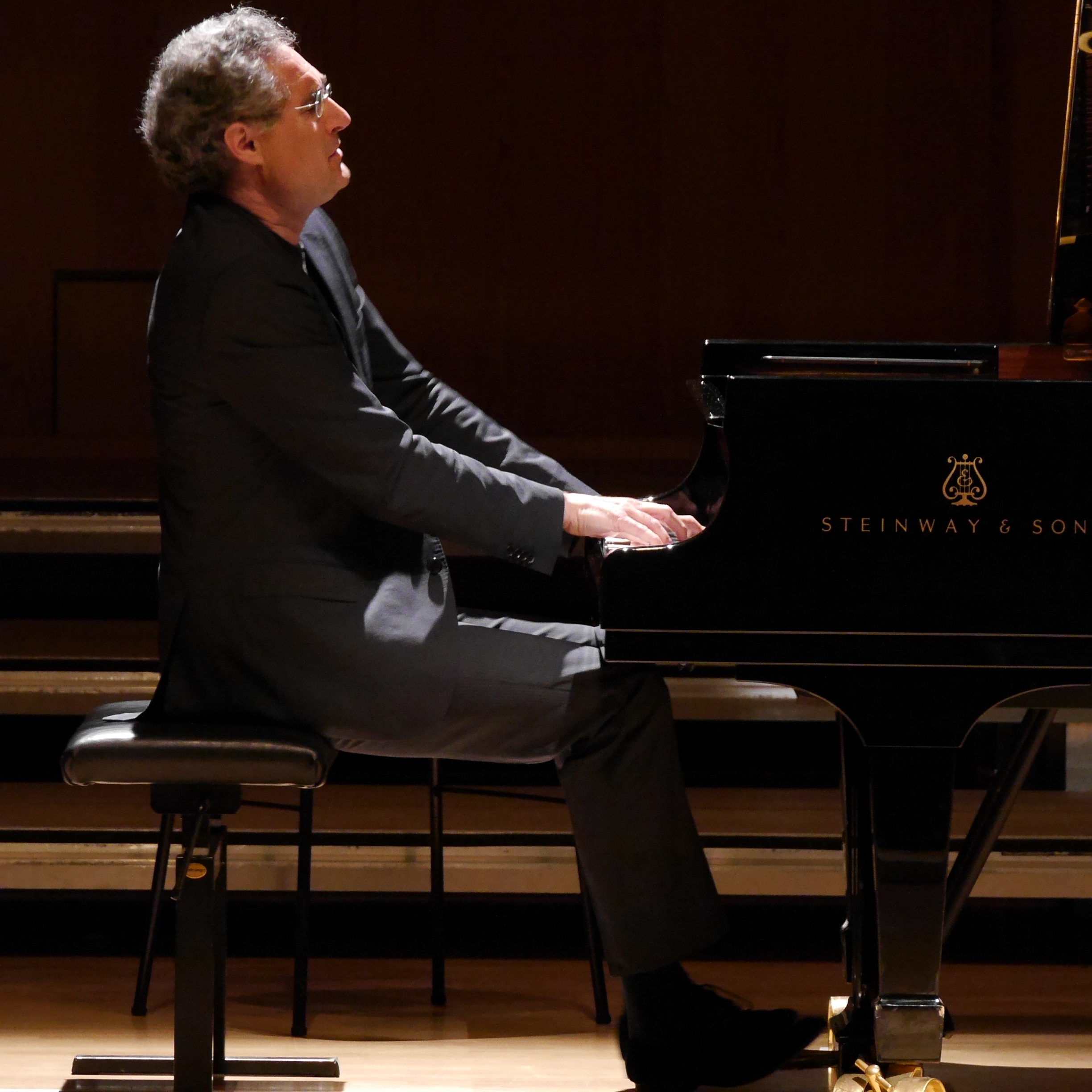
Matthias Kirschnereit (* 1962)

- Kirschninck, Harald (* 1954), deutscher Historiker und Autor
- Kirschning, Achim (* 1952), deutscher Musiker
- Kirschning, Andreas (* 1960), deutscher Chemiker und Hochschullehrer
- Kirschniok, Björn (* 1980), deutscher Schauspieler
- Kirschniok, Jakob (1853–1921), deutscher Bergbaufachmann und Bergwerksdirektor der Concordia- und Michaelgrube in Zabrze
- Kirschniz, Dawid Abramowitsch (1926–1998), russischer theoretischer Physiker
- Kirschoffer, Hughes (* 1941), französischer Autorennfahrer
- Kirschon, Wladimir Michailowitsch (1902–1938), sowjetischer Schriftsteller und Literaturfunktionär
- Kirschstein, Charlotte (* 1924), deutsche Malerin
- Kirschstein, Hans (1896–1918), deutscher Offizier der Fliegertruppe im Ersten Weltkrieg
- Kirschstein, Hermann (* 1929), deutscher Ingenieur und Mitglied der Volkskammer der DDR
- Kirschstein, Jörg (* 1969), deutscher Autor und HistorikerJörg Kirschstein (* 1969)

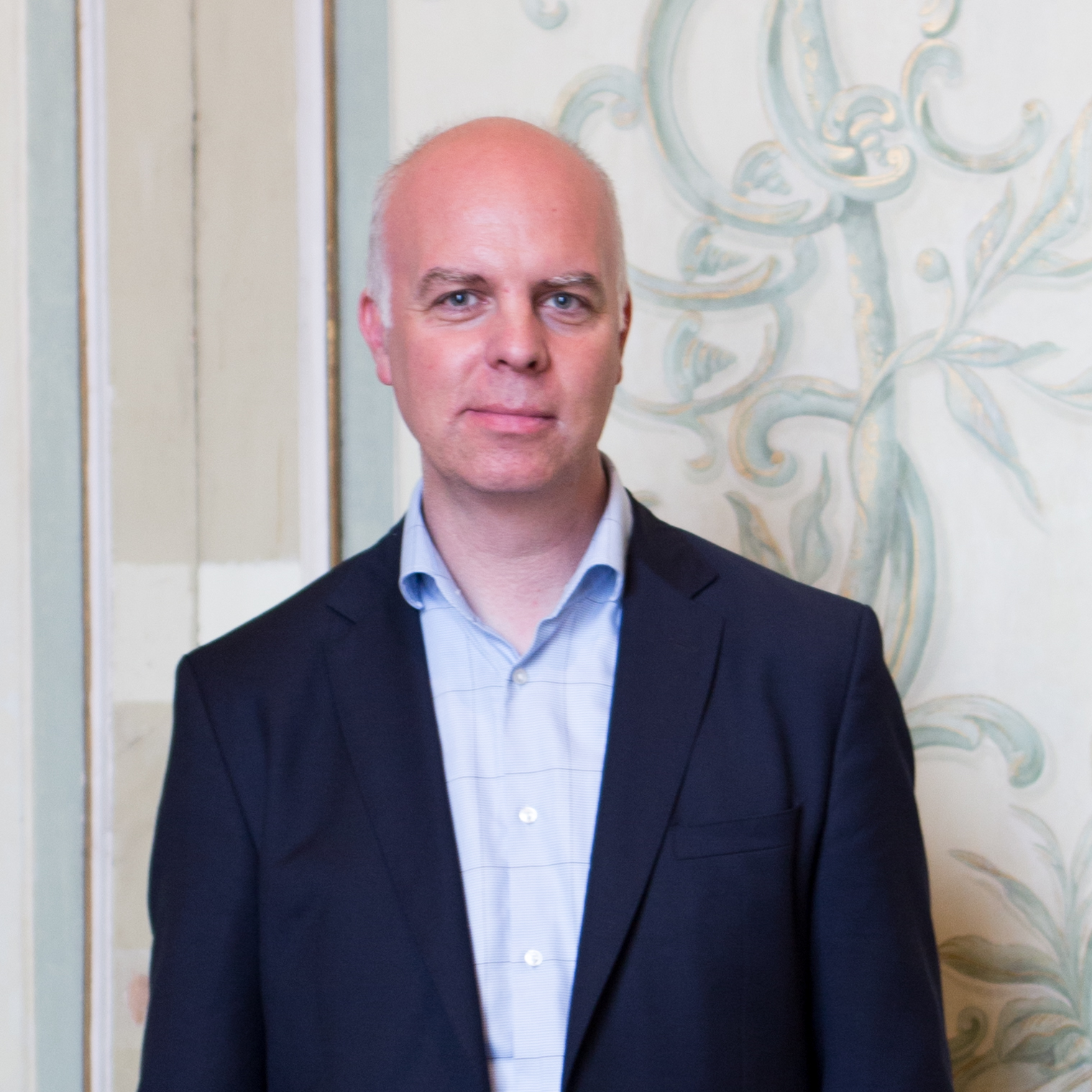
Jörg Kirschstein (* 1969)

- Kirschstein, Leonore (1933–2017), deutsche Opernsängerin und Gesangslehrerin
- Kirschstein, Paul (1863–1930), deutscher Ministerialbeamter und Staatssekretär
- Kirschstein, Rüdiger (* 1941), deutscher Schauspieler
- Kirschstein, Sascha (* 1980), deutscher Fußballspieler
- Kirschstein, Timo (* 1974), deutscher Physiologe
- Kirschstein, Uwe (* 1977), deutscher Politiker (SPD)
- Kirschstein, Werner (* 1947), deutscher Politiker (SPD), MdBB
- Kirschvink, Joseph (* 1953), US-amerikanischer Geologe
- Kirschweng, Johannes (1900–1951), deutscher katholischer Priester und Schriftsteller

### Kirse
- Kirsebom, Vendela (* 1967), norwegisches Fotomodell
- Kirsei, Willi (1902–1963), deutscher Fußballspieler

### Kirsh
- Kirsh, Nathan (* 1932), eswatinischer Unternehmer
- Kirshbaum, Ralph (* 1946), US-amerikanischer Cellist und Musikpädagoge
- Kirshenbaum, Binnie (* 1964), US-amerikanische Autorin
- Kirshenbaum, Isidor (1917–2006), US-amerikanischer Chemiker
- Kirshner, Don (1934–2011), US-amerikanischer Musikverleger, Pop-Produzent und Promoter
- Kirshner, Julian, US-amerikanischer Jazzmusiker
- Kirshner, Mia (* 1975), kanadische SchauspielerinMia Kirshner (* 1975)

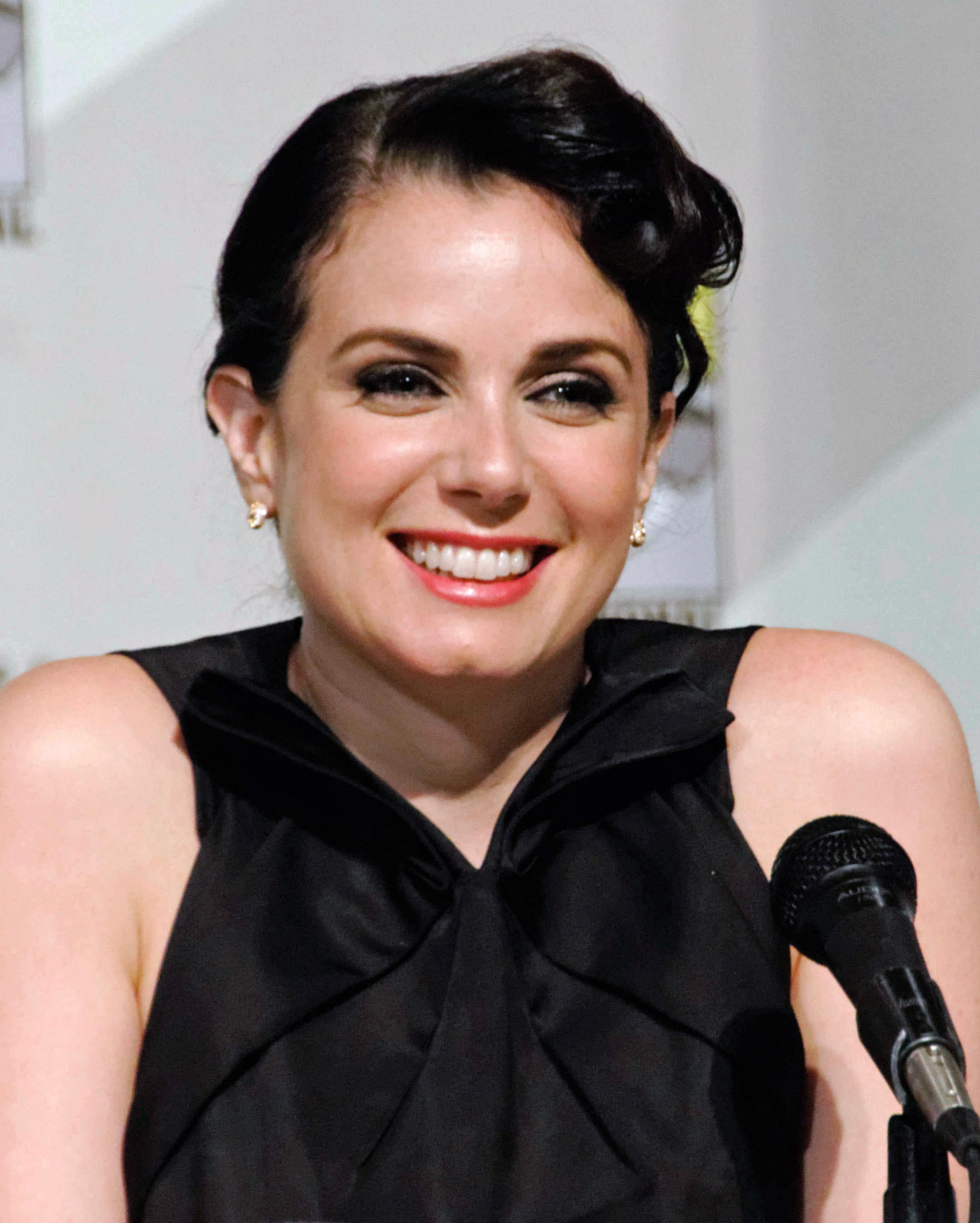
Mia Kirshner (* 1975)

- Kirshner, Robert (* 1949), US-amerikanischer Astronom

### Kirsi
- Kiršienė, Julija (* 1974), litauische Juristin
- Kirsimägi, August (1905–1933), estnischer Schriftsteller
- Kirsinger, Sonja, deutsche Fußballspielerin
- Kirsipuu, Jaan (* 1969), estnischer Radrennfahrer
- Kirsipuu, Tiiu (* 1957), estnische Hochschullehrerin und Bildhauerin
- Kirsipuu, Toomas (* 1964), estnischer Radrennfahrer

### Kirsk
- Kirskorff, Frank von († 1435), livländischer Adliger

### Kirsn
- Kirsner, Inge (* 1963), deutsche evangelische Theologin
- Kirsner, Ludwig (1810–1876), deutscher Apotheker und Politiker (NLP), MdR
- Kiršnik, Franz, böhmischer Organist und Orgelbauer in Sankt Petersburg

### Kirso
- Kirsopp-Cole, Tess (* 1999), australische Mittelstreckenläuferin

### Kirss
- Kirss, Peeter (* 1990), estnischer Biathlet
- Kirssi Ketonen, Carina (* 1976), finnische Radsportlerin

### Kirst
- Kirst, Dirk Eberhard (* 1960), deutscher Jurist, Präsident des Sächsischen Landesarbeitsgerichts
- Kirst, Edgar (* 1951), deutscher Hochspringer
- Kirst, Erika, deutsche Handballspielerin
- Kirst, Hans Hellmut (1914–1989), deutscher SchriftstellerHans Hellmut Kirst (1914–1989)

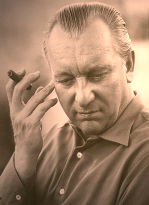
Hans Hellmut Kirst (1914–1989)

- Kirst, Joachim (* 1947), deutscher Leichtathlet und Olympiateilnehmer
- Kirst, Jutta (* 1954), deutsche Leichtathletin und Olympiamedaillengewinnerin
- Kirst, Kerstin (* 1960), deutsche Ruderin
- Kirst, Klaus Dieter (* 1940), deutscher Opern- und Theaterregisseur
- Kirst, Laura (* 1990), deutsche Bühnen- und Kostümbildnerin
- Kirst, Rita (* 1950), deutsche Leichtathletin
- Kirst, Victor (1925–1997), deutscher Politiker (FDP), MdHB, MdB
- Kirst, Werner (1924–2012), deutscher Handballspieler, Handballtrainer und Hochschuldozent
- Kirstaedter, Hans-Jörg (1936–2012), deutscher Mediziner
- Kirste, Erich (1927–2002), deutscher Physiker
- Kirste, Hartmut (* 1940), deutscher Hörspielregisseur
- Kirste, Heidi (* 1966), deutsche Sportlerin im Rollstuhlbasketball
- Kirste, Joachim (* 1952), deutscher Fußballspieler
- Kirste, Leo (1892–1965), österreichischer Flugzeugkonstrukteur und Hochschullehrer
- Kirste, Reinhard (* 1942), evangelischer Theologe und Religionswissenschaftler
- Kirste, Stephan (* 1962), deutscher Rechtswissenschaftler
- Kirste, Thomas (* 1977), deutscher Politiker (AfD), MdL
- Kirstein, Alfred (1863–1922), deutscher Mediziner, Landschaftsmaler und Fotograf
- Kirstein, August (1856–1939), preußisch-österreichischer Architekt und Wiener Dombaumeister
- Kirstein, Bruno (* 1944), deutscher Maler, Grafiker und Architekt
- Kirstein, Chiara (* 1993), deutsche Fußballspielerin
- Kirstein, Georg Heinrich Maria (1858–1921), Bischof von Mainz
- Kirstein, Gustav (1870–1934), deutscher Verleger und Kunstsammler
- Kirstein, Hans-Joachim, deutscher Basketballspieler und -trainer
- Kirstein, Janine (* 1978), deutsche Biochemikerin und Hochschullehrerin
- Kirstein, Lincoln (1907–1996), US-amerikanischer Schriftsteller, Impresario und Connaisseur im Kulturbereich von New York City
- Kirstein, Moritz (1830–1896), deutscher Mediziner
- Kirstein, Peter T. (1933–2020), britischer Informatiker und Internetpionier
- Kirstein, Richard (1844–1926), deutscher evangelischer Pfarrer
- Kirstein, Robert (* 1967), deutscher Klassischer Philologe
- Kirstein, Roland (* 1965), deutscher Wirtschaftswissenschaftler
- Kirstein, Rose-Marie (1940–1984), deutsche Schauspielerin und Synchronsprecherin
- Kirstein, Rosemary (* 1953), US-amerikanische Schriftstellerin
- Kirstein, Werner (1927–2005), deutscher Politiker (CDU), MdL
- Kirstein, Werner (* 1946), deutscher Geograph, emeritierter Hochschullehrer und Klimawandelleugner
- Kirsten, Adolph (1839–1915), deutscher Reeder
- Kirsten, Benjamin (* 1987), deutscher FußballtorwartBenjamin Kirsten (* 1987)

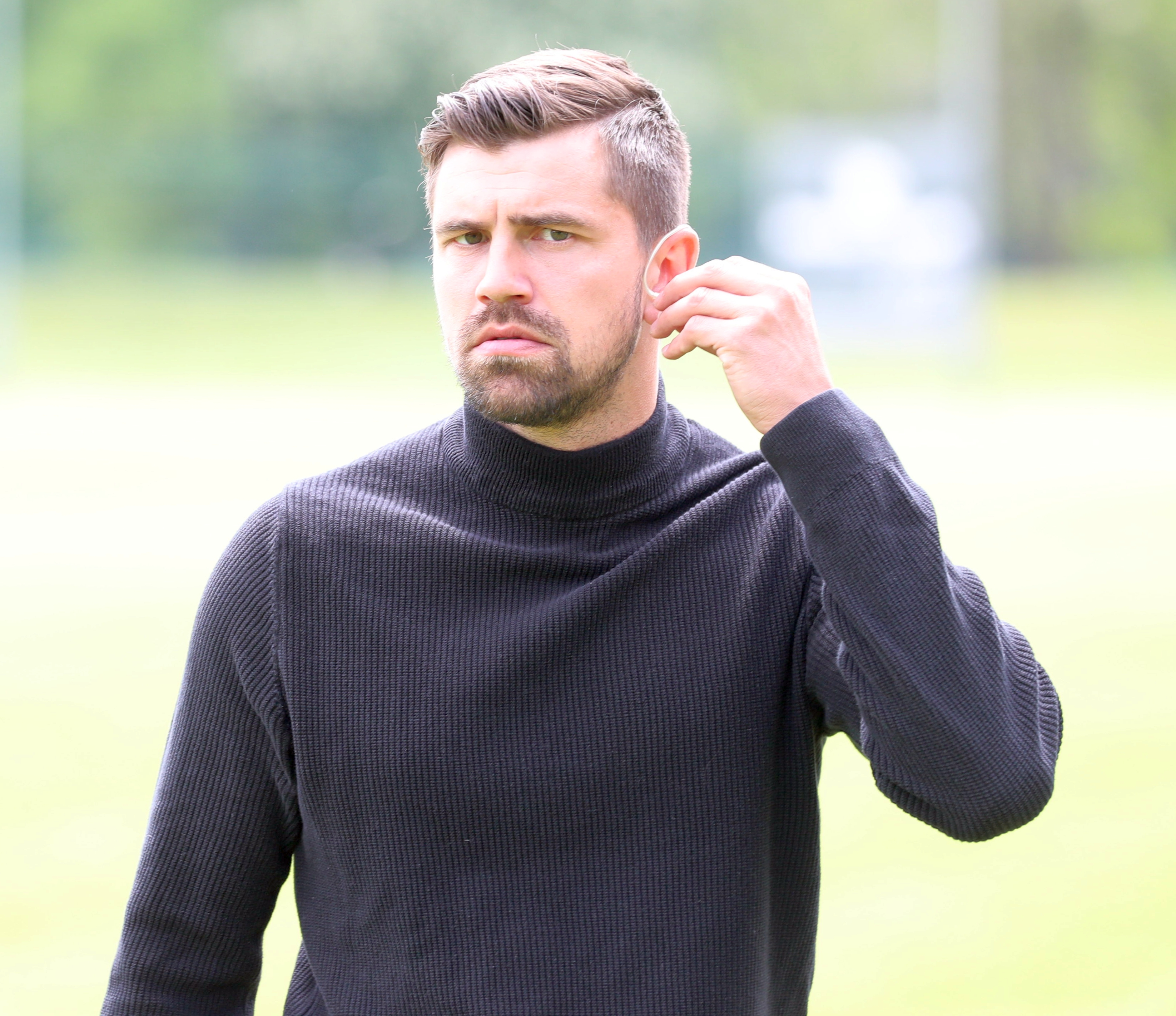
Benjamin Kirsten (* 1987)

- Kirsten, Christa (* 1928), deutsche Archivarin
- Kirsten, Erich, deutscher Fußballspieler
- Kirsten, Ernst (1911–1987), deutscher Althistoriker und Historischer Geograph
- Kirsten, Falko (* 1964), deutscher Eiskunstläufer und Sportfunktionär
- Kirsten, Franz (1906–1998), deutscher Unternehmer
- Kirsten, Friedrich (1759–1843), Bergrat, Bürgermeister und Stadtkämmerer
- Kirsten, Hans (1902–1994), lutherischer Theologe und Hochschullehrer
- Kirsten, Holm (* 1965), deutscher Historiker, Museologe und Schriftsteller
- Kirsten, Jean (* 1966), deutscher bildender Künstler
- Kirsten, Jens (* 1967), deutscher Literaturwissenschaftler
- Kirsten, Johann, deutscher Uhrmacher, Erfinder der Reißzwecke
- Kirsten, Johannes (* 1976), deutscher Dramaturg
- Kirsten, Jörg (* 1967), deutscher Fußballspieler
- Kirsten, Klaus (1929–1999), deutscher Architekt
- Kirsten, Lucas (1874–1917), sächsischer und türkischer Offizier, Schriftsteller und Regimentskommandeur
- Kirsten, Michael (1620–1678), deutscher Mathematiker, Arzt und Dichter
- Kirsten, Paul (1853–1942), deutscher Schriftsteller
- Kirsten, Peter (1935–2004), deutscher Musiker, Produzent und Musikverleger
- Kirsten, Peter (* 1955), südafrikanischer Cricketspieler
- Kirsten, Ralf (1930–1998), deutscher Filmregisseur und Drehbuchautor
- Kirsten, Reiner (* 1969), deutscher Volksmusiksänger
- Kirsten, Stefan (* 1961), deutscher Manager und Honorarprofessor
- Kirsten, Sven (* 1955), deutscher Kameramann und Sachbuchautor
- Kirsten, Till (* 1937), deutscher Experimentalphysiker
- Kirsten, Toralf (* 1972), deutscher Informatiker
- Kirsten, Ulf (* 1965), deutscher Fußballspieler und -trainerUlf Kirsten (* 1965)

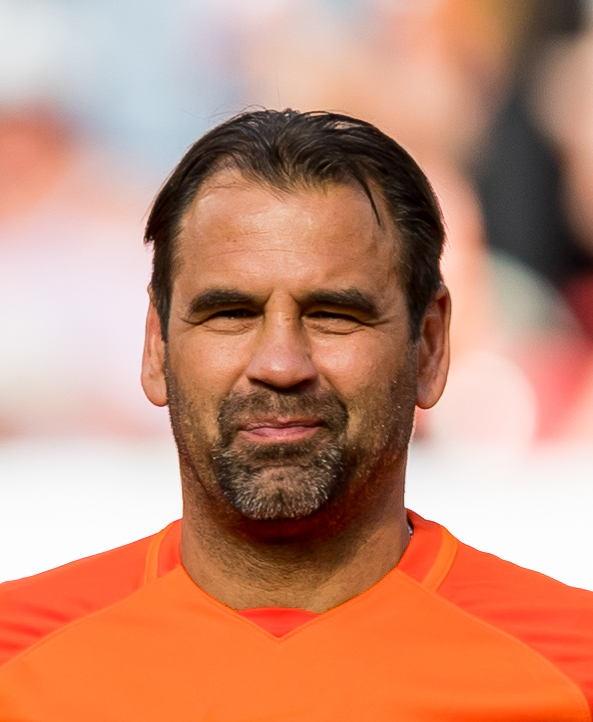
Ulf Kirsten (* 1965)

- Kirsten, Wulf (1934–2022), deutscher Lyriker, Prosaist und Herausgeber
- Kirstenius, Petrus (1577–1640), deutschstämmiger Arzt und Philologe
- Kirstges, Marcel (* 1991), deutscher Leichtathlet
- Kirstilä, Pentti (1948–2021), finnischer Autor von Kriminalromanen

### Kirsz
- Kirszbraun, Mojżesz Dawid († 1942), polnischer Mathematiker
- Kirszenbaum, Jesekiel David (1900–1954), französischer Maler und Karikaturist
- Kirszner, Maximiliano (* 1987), argentinischer Jazzmusiker (Kontrabass, Komposition)